# Urus B28
Der Urus B28 ist ein Allrad-Schlepper des deutschen Herstellers Urus.
Die Urus-Schlepper wurden ab 1949 gebaut. Teile des Fahrzeugs wie die Achsen stammten anfangs aus ausgemusterten Militärfahrzeugen von GMC und Dodge. Ab 1951 kam ein Wirbelkammer-Dieselmotor zum Einsatz. Die Fahrzeuge zeichneten sich durch hohe Zugkraft, gute Traktion und aufgrund der vier großen 8-24er Räder durch geringen Bodendruck aus. Es wurden etwa 100 dieser Traktoren hergestellt.